# Fiestas de San Bernabé (Logroño)
Las Fiestas de San Bernabé son las fiestas patronales de la ciudad española de Logroño. Se celebran en torno al día 11 de junio, festividad de San Bernabé, patrón de la ciudad, en conmemoración de la victoria durante el cerco de Logroño de 1521. Forman, junto con el Día de La Rioja, que se celebra el día 9, un puente festivo en la ciudad. En 2015 fueron declaradas Fiestas de Interés Turístico Nacional.

## Origen

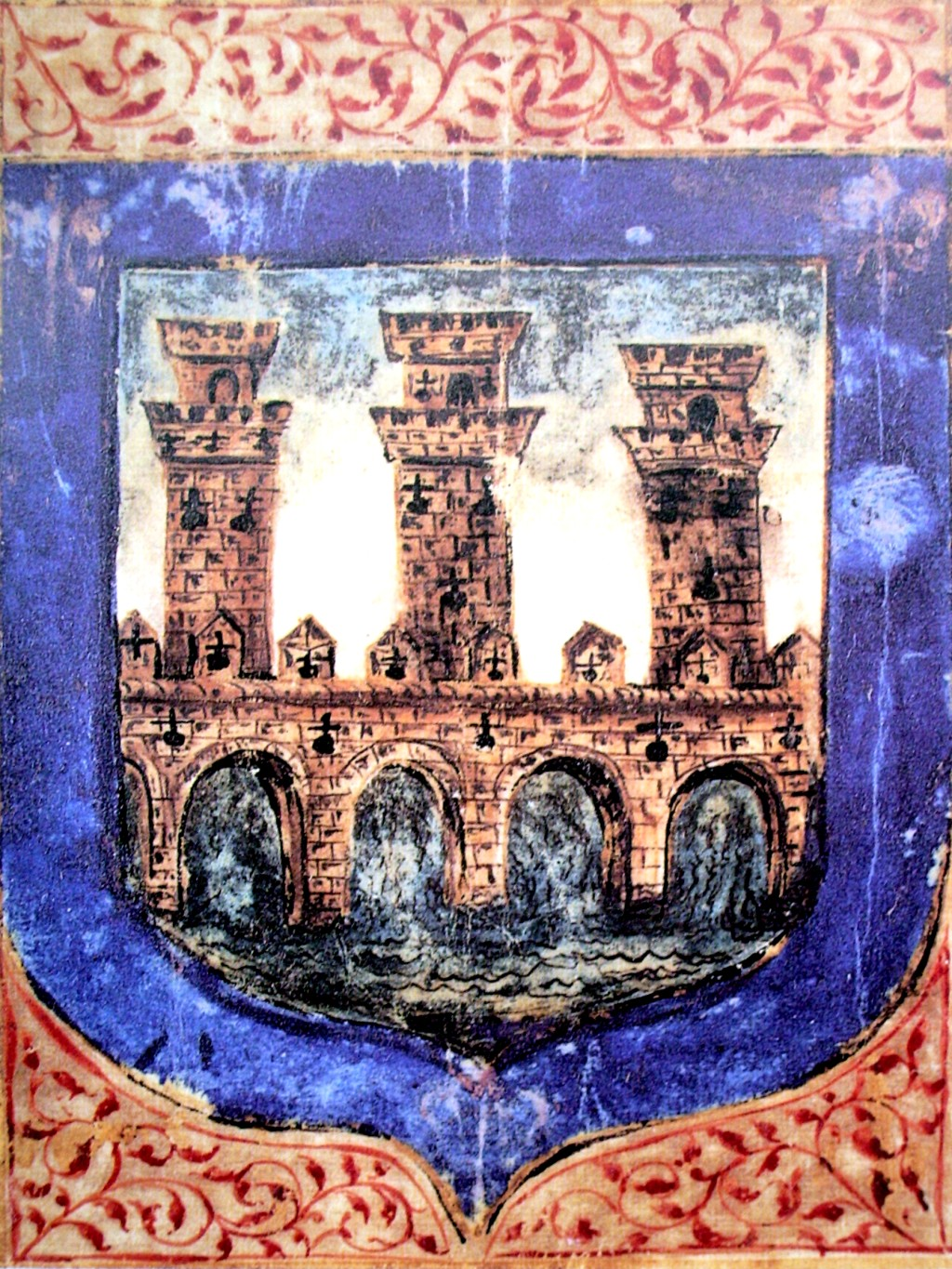
Escudo con las flores de lis.

Se conmemora en esta fecha la victoria el 11 de junio de 1521 en el cerco de Logroño ante las tropas de los reyes Francisco I de Francia y Enrique II de Navarra, dirigidas por André de Foix, señor de Asparros, formadas por bearneses, labortanos, franceses y bajonavarros y engrosadas después por altonavarros
que intentaban llegar a tierras de Castilla atravesando la ciudad, tras la recuperación del reino de Navarra ocupado por los reyes Castellano-Aragoneses desde 1512. El mito habla de unos 30.000 soldados franceses y navarros que asediaron durante 17 días la ciudad. Sin embargo, investigaciones recientes reducen el número de atacantes a unos 8.000 y precisan la cronología del cerco situándola entre el 4-6 de junio y el 11 del mismo mes (una semana aproximadamente). Entre los factores que influyeron en la retirada de Asparros destacan la presencia en la ciudad de más de 3.000 soldados castellanos dirigidos por hombres como Pedro de Beaumont, Pedro Vélez de Guevara y Diego de Vera; la desconfianza del general en sus tropas por la indisciplina, baja moral y privaciones; la inminente llegada de un ejército de socorro; y la falta de respuesta de los rebeldes comuneros. Así, el 11 de junio Asparros levantó el sitio, llegando ese mismo día la vanguardia del ejército de socorro al mando del Duque de Nájera. En conmemoración de esta victoria, la ciudad de Logroño juró el voto de San Bernabé, festividad de ese día, que pasó a ser patrón de la ciudad.
El emperador Carlos I de España, para recordar el triunfo, ordenó añadir al escudo de la ciudad tres flores de lis. El acto se firmó en Valladolid el 5 de julio de 1523.

## Tradición

Arco del Revellín junto con el santo.

Según cuenta la leyenda, la ciudad sobrevivió a base de peces pescados en el río Ebro durante el asedio, como consecuencia que el resto de subsistencias fueron destinadas a la alimentación del último animal bovino que quedaba vivo en la ciudad. Este fue engordado y mostrado a los invasores para extender la leyenda que todos los habitantes de Logroño, incluidos los animales, poseían un tamaño sobrehumano y así atemorizar las tropas del ejército invasor. Hoy sabemos que este y otros mitos no se adecuan a la realidad.
Este hecho propició el acto principal de esta celebración, una degustación gratuita de peces, pan y vino, de manos de la Cofradía del Pez, que se desarrolla en las proximidades de la Puerta del Revellín, único vestigio de las antiguas murallas de la ciudad.
Del voto de San Bernabé, que recogía las actividades festivas a realizar, surgió la colocación de un arco festivo en cada una de las puertas de la ciudad, hecho que en la actualidad se mantiene colocando un único arco conmemorativo al comienzo de la calle Portales, frente al viejo ayuntamiento. También se instituyó una procesión portando la imagen del santo, algo que antiguamente realizaban los labradores, y que en el siglo XVIII tomaron el relevo los hijos de los regidores nacidos en Logroño. En la actualidad son los miembros de la Cofradía de San Bernabé los que portan la imagen.
Se instauró también la tradición de los banderazos durante la procesión, que en la actualidad realiza el alcalde en 3 puntos de la ciudad: en el arco de San Bernabé, en las puertas del Hospital Provincial, donde antiguamente se encontraba la Puerta de San Francisco, y en la Puerta del Revellín. Dichos banderazos se dan con la enseña de la ciudad, formada por la cruz de San Andrés, concedida a la ciudad por el rey Fernando III el Santo con motivo de la ayuda de los logroñeses en la toma de la ciudad de Baeza en 1227.

### Representación del cerco

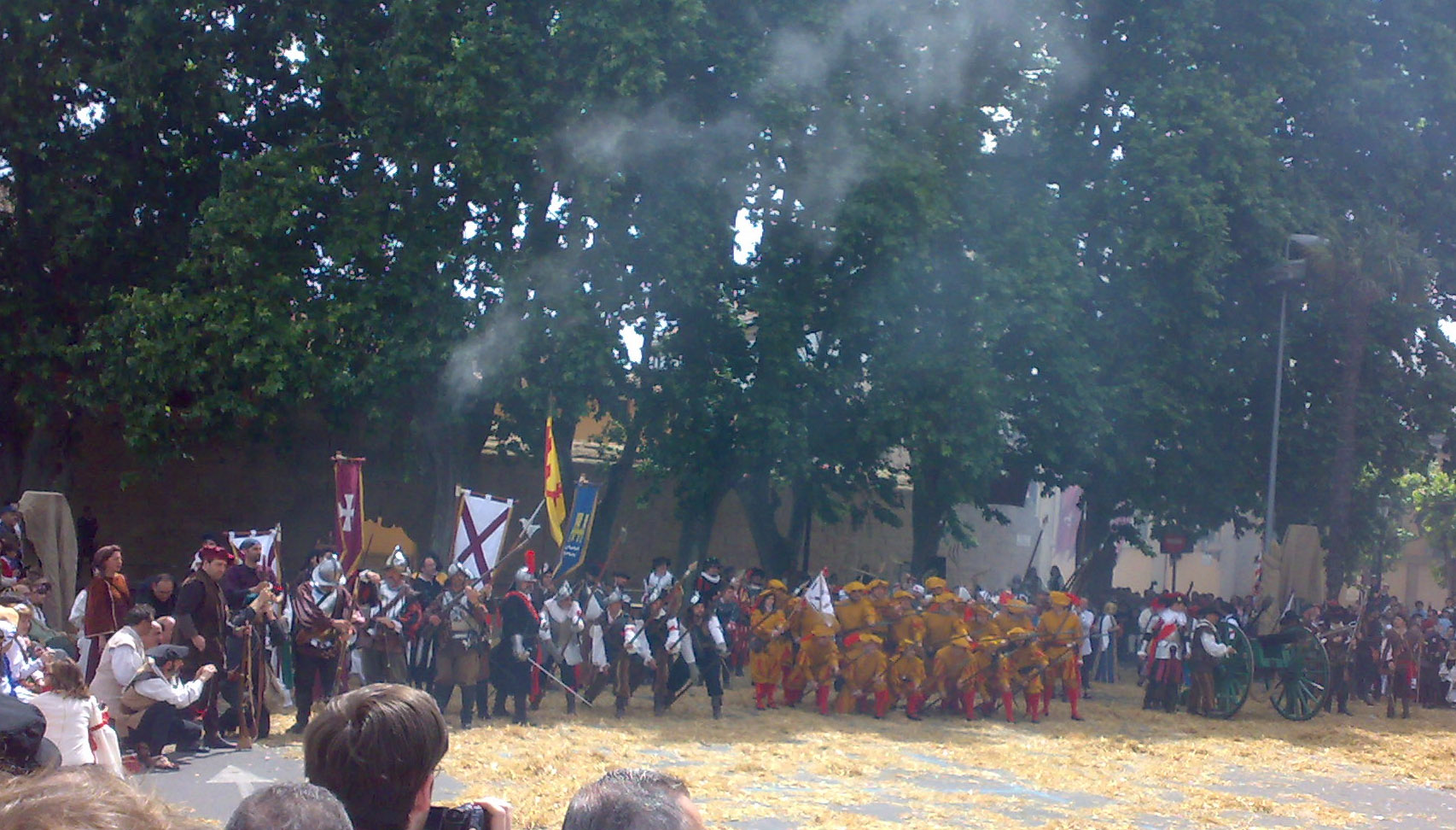
Representación de la defensa de Logroño de 1521.

Desde 2008 se celebra en los alrededores de la muralla del Revellín unas representaciones que evocan el cerco sufrido por el ataque de las tropas franco-navarras

 en las cuales se refleja la batalla vivida en las puertas de la ciudad. Para la ocasión, muchos logroñeses se visten de época, a lo que hay que añadir el mercado renacentista que se puede disfrutar por todo el casco antiguo de la ciudad, así como los campamentos de las tropas franco y castellanas.

## Supersticiones

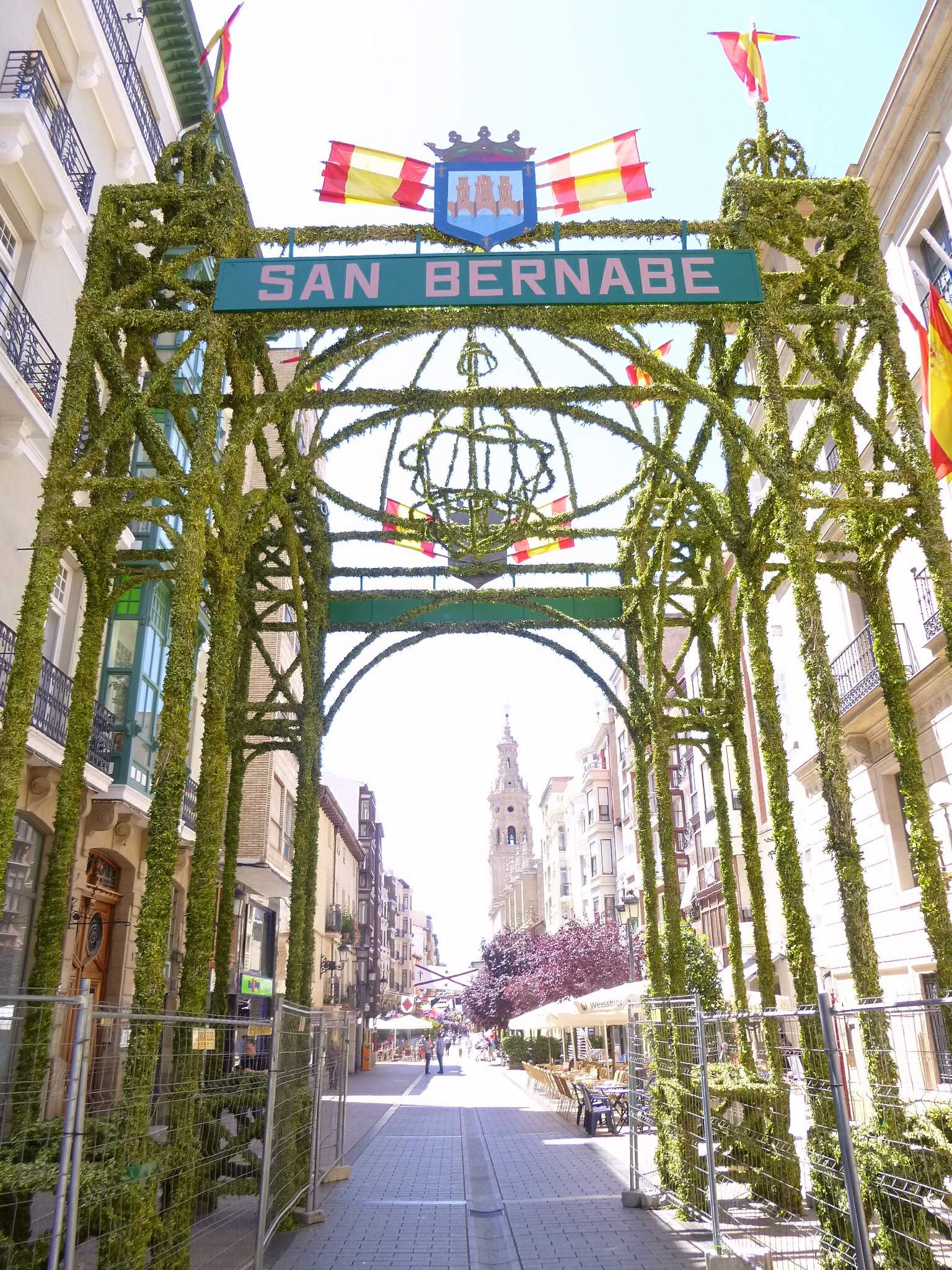
Arco de San Bernabé.

El arco que se coloca al inicio de la calle Portales ha dado para infinidad de supersticiones populares referentes al mismo. Así, se dice que para ser afortunado en amores hay que pasar tres veces por debajo del mismo. Otros, sin embargo, afirman que hay que pasar a la pata coja para que se cumplan tus deseos. En los últimos años, de forma incívica algunos ciudadanos y visitantes arrancan alguna de las hojas de boj con que se adornan los pilares de la puerta, llevándoselas como recuerdo, afeando su aspecto y dejando la instalación en algunas ocasiones completamente pelada.

## Programa de actos

Desfile de los "Gigantes" logroñeses.

“Pan, Pez y Vino”.

Los aspectos principales de la fiesta se hallan contenidos en el “Voto” y se siguen respetando con meridiana escrupulosidad, son los siguientes: 
- Construcción de un gran arco triunfal (antiguamente eran cinco)
- Traslado de la imagen de San Bernabé desde el edificio del Ayuntamiento a la iglesia Catedral de Santa María de la Redonda, con asistencia de la Corporación Municipal, para cantar las Vísperas.
- Salvas de cañonazos al amanecer del día 11.
- Dianas, pasacalles, gigantes y cabezudos, dulzainas.
- Solemne misa el día de la festividad; procesión con la imagen; el alcalde, con la bandera logroñesa, efectúa tres paradas: una, bajo el gran arco levantado frente al edificio del antiguo Ayuntamiento, recordatorio de la “Puerta de la Herventia”, una de las del sistema amurallado de defensa, otra, frente al Hospital General de La Rioja, donde estuvo otra Puerta, la de San Francisco, y la tercera, en la “Puerta del Camino”, y en las tres, la primera autoridad municipal ondea varias veces en bajo sobre el suelo como signo de dominio y posesión de la ciudad.
- En la calle Once de Junio, frente a la muralla, la “Cofradía del Pez” obsequia a todos los asistentes a la Procesión y, en general, a todos los presentes, con los tradicionales “Pan, Pez y Vino”, alimentos símbolo de la ciudad cercada por los franceses en 1521.
- Después de la procesión, el Ayuntamiento agasaja a las autoridades e invitados con un buen vino riojano, peces y fresas con nata.
- Finalizados todos los actos, la imagen de San Bernabé vuelve nuevamente al Ayuntamiento después de celebrarse la correspondiente Misa de Réquiem por los que murieron defendiendo el honor de la ciudad.
- El mismo día 11, o el 12, el Ayuntamiento programa un singular festejo taurino, consistente en la tradicional “capea de vaquillas”, con entrada gratuita para todo el que quiera asistir.
- Desde el año 1921, la imagen de San Bernabé es acompañada en su recorrido por las calles logroñesas por la Patrona Nuestra Señora de la Esperanza, transportada por los miembros de su propia Cofradía.
- Con respecto a los portadores de San Bernabé, desde el año 1709 debe ir a hombros de jóvenes naturales de la ciudad de Logroño.
- Entre otros múltiples actos del programa “bernabeo”, que cada año van enriqueciendo la fiesta, destaca el de la multitudinaria ofrenda floral en la Murallas del Revellín, con la intervención de un pregonero que ensalza las excelencias de la histórica página y con la presencia desde el año 1969, de una Corte infantil seleccionada entre los niños y niñas de todos los colegios de la capital.

Finalmente, el Real de la feria determina el capítulo más adecuado para el esparcimiento de la ciudad durante varios días